# Johann Christian Ehrmann
Johann Christian Ehrmann (27 de abril de 1749 - 31 de agosto de 1827) fue un médico y ensayista alemán, miembro de los Iluminados de Baviera.

## Biografía
Fue miembro de la Deutsche Akademie der Naturforscher Leopoldina.

## Tesis
En 1816 Ehrmann publica en Alemania de manera anónima un libro apoyando la tesis de la conspiración judeomasónica con la ayuda del bonapartismo declarando que los judíos masones de Fráncfort del Meno querían una república mundial fundada sobre el humanismo. Ehrmann es francmasón.

## Obras
Bajo el seudónimo de Jean Paul
- Das Buch Glaube, Liebe, Hoffnung. Oder die nothgedrungene Auswanderung des Oberförsters Joseph Wolf nebst seinem Weib, und seinen neun Kindern, im Jahr 1807. Frankfurt, Andreäische Buchhandlung, 1809. 1ª ed.
- Zweites Buch Glaube, Liebe, Hoffnung. Frankfurt, Andreäische Buchhandlung, 1810

Bajo su propio apellido
- Schriften über Darmgicht, Maulsperre und den Dampf der Pferde, (1778, 1779)
- Psychologische Fragmente zur Makrobiotik. 1794.
- Geheime Instruction für Wundärzte bei Leichen, Leichenöffnungen, Sterbfällen etc. 1799.

de manera anónima
- Das Judenthum in der Maurerey, eine Warnung an alle deutsche Logen, 1816. Libro en línea